# Cameraria chambersella
Cameraria chambersella är en fjärilsart som först beskrevs av Walsingham 1889.  Cameraria chambersella ingår i släktet Cameraria och familjen styltmalar. Inga underarter finns listade i Catalogue of Life.